# 尔合乡
尔合乡，是中华人民共和国四川省凉山彝族自治州美姑县曾经下辖的一个乡。2021年1月12日，撤销牛牛坝乡、竹库乡和尔合乡，设立牛牛坝镇。以原牛牛坝乡、原竹库乡和原尔合乡所属行政区域为牛牛坝镇的行政区域。

## 行政区划
尔合乡撤销前下辖以下地区：
马海木尔合村、乃祖库村、嘎祖列口村、达勒乃拖村和达洛乃乌村。